# اریک جولی
اریک جولی (انگلیسی: Éric Joly؛ زادهٔ ۶ اکتبر ۱۹۷۲) بازیکن فوتبال اهل فرانسه است.
از باشگاه‌هایی که در آن بازی کرده‌است می‌توان به باشگاه فوتبال خنت، باشگاه فوتبال اوستنده، باشگاه فوتبال کورتریک، باشگاه فوتبال کیلمارنوک، و باشگاه فوتبال نیس اشاره کرد.